# البروليتاريا (تبن)

تعديل مصدري - تعديل

البروليتاريا هي إحدى قرى عزلة الحوطة بمديرية تبن التابعة لمحافظة لحج، بلغ تعداد سكانها 239 نسمة حسب تعداد اليمن لعام 2004.